# 바트조덴
바트조덴(독일어: Bad Soden)은 독일 헤센주 프랑크푸르트암마인 북서쪽에 위치한 위성도시로, 중세부터 온천 도시, 제염 도시로써 잘 알려져 있다.

## 지리

### 지리적 위치
바트조덴은 독일 헤센 주 타우누스 산지의 남쪽 경사면에 위치하고 있으며 프랑크푸르트의 북서쪽 20km 거리에 위치해있다.

## 명소

### 주요 건물

#### 바데하우스(목욕탕)
구 쿠어 공원에 위치한 목용탕 건물로, 과거 제염소가 있던 자리에 1860년 지어졌으며 1997년부터 시립 도서관과 시립 박물관으로 이용되고 있다.

#### 중앙정류장
1847년 처음 건설되어 몇번의 증축을 거쳐, 1914년 현재의 건물이 완성되었다. 라인-마인 지역 전철인 S-Bahn 의 3호선과 RB의 13호선의 종점이다.

#### 훈데르트바서 하우스
화가이자 환경운동가인 훈데르트바서가 디자인하여 건축된 훈데르트바서 하우스들 중 하나로, 훈데르트바서의 작품들이 전시되어 있으며, 주택으로도 사용되고 있다.

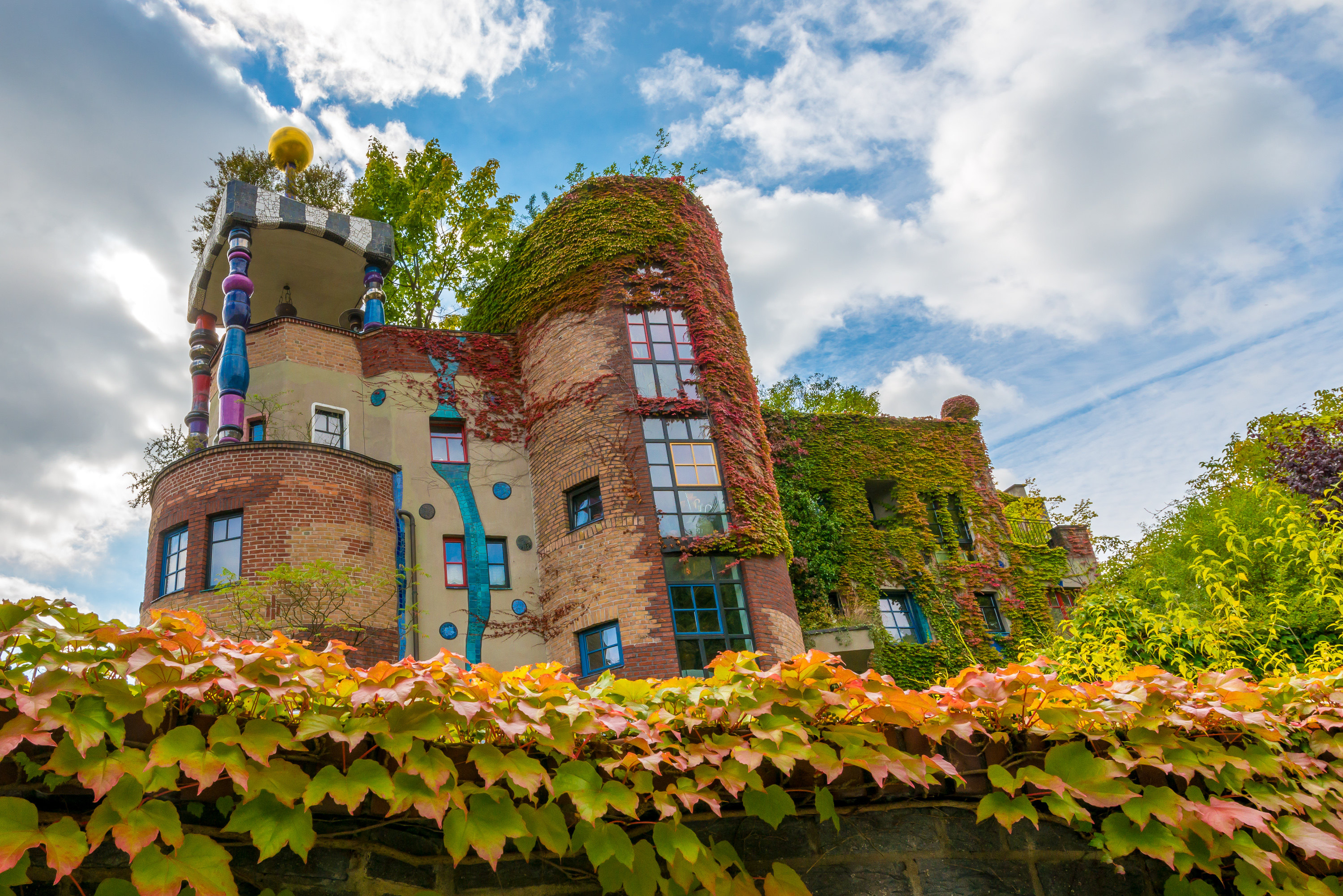
훈데르트바서 하우스

### 공원

#### 구 쿠어 공원
1823년에 조성된, 시립 도서관과 박물관이 위치해있는 넓은 공원이다. 공연과 음악회 등이 열리는 Konzertmuschel이라는 무대 등이 있어 주로 마을의 행사가 열리는 곳이다. 온천물이 나오는 분수들도 볼 수 있다.

#### 신 쿠어 공원
1961년에 조성된 공원으로, 넓은 산책로와 성당, 호텔 등이 위치해 있다.

#### 쿠웰렌 공원
1872년 조성되었으며 샘, 수원(水源) 공원이라는 뜻이다. 과거 염천에서 소금을 추출하던 곳이며, 현재에는 온천과 마실 수 있는 식염천이 있다.

## 도시 행사

### 조덴 바인탁
오순절 전 금요일부터 열흘 동안 열리는 행사로, 라인가우와 프랑켄의 포도주 상인들이 각자의 와인들을 매매한다.

### 좀머나흐트 페스트(여름 밤 축제)
도시의 가장 큰 축제중 하나로, 8월 셋째 주 토요일 열린다. 여러 음악 공연들이 열리며, 밤 11시에는 불꽃놀이가 시작된다.

## 자매 도시
- 키츠뷜, 티롤주, 오스트리아
- 뤼에유말메종, 프랑스
- 요로정, 일본
- 프란티슈코비라즈네, 체코